# Diedrich Diederichsen (Kulturwissenschaftler)

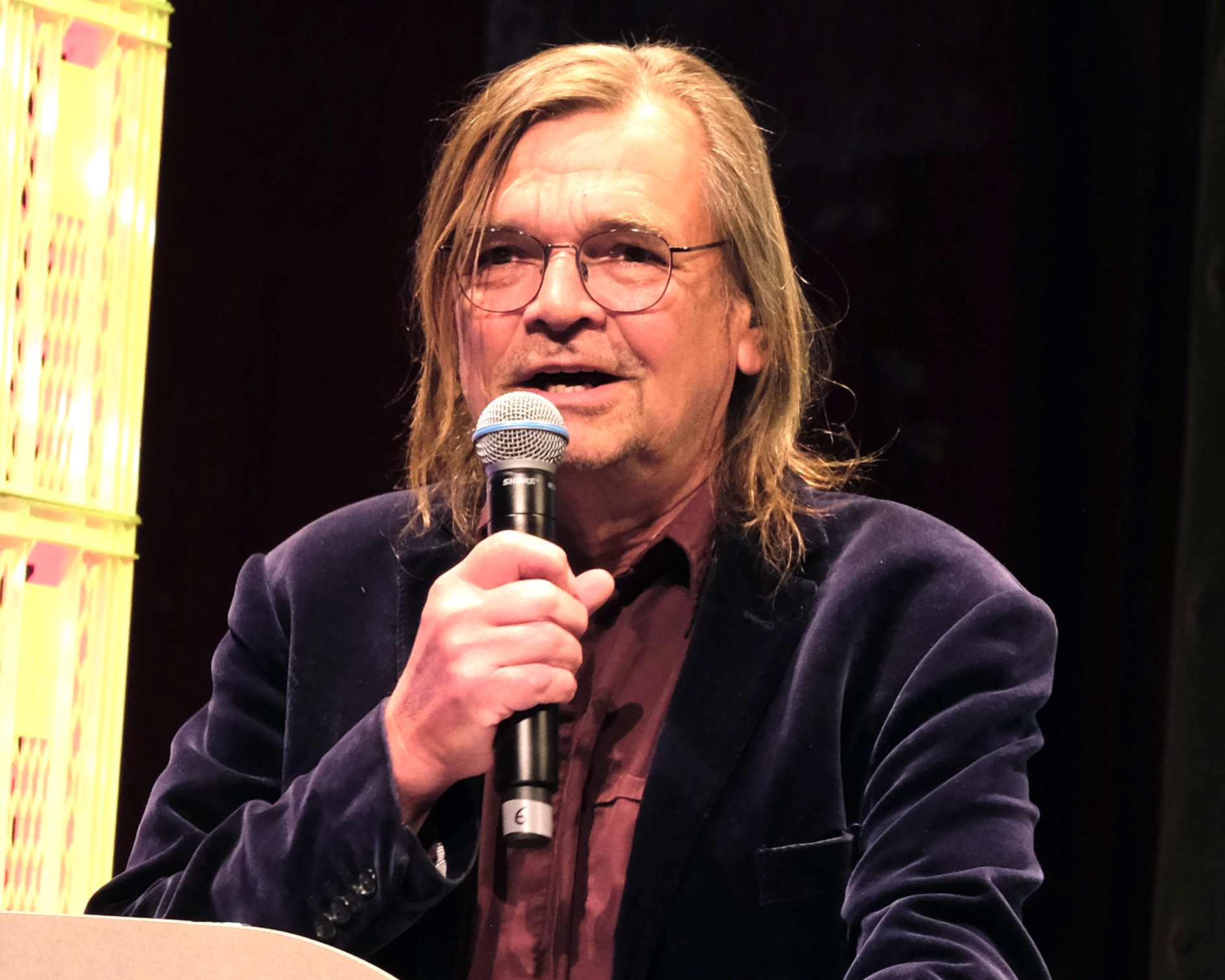
Diedrich Diederichsen (2025)

Diedrich Diederichsen (* 15. August 1957 in Hamburg) ist ein deutscher Kulturwissenschaftler, Kritiker, Journalist, Kurator, Autor, Essayist und Hochschullehrer. Er gilt als einer der wichtigsten deutschen Poptheoretiker.

## Leben
Diedrich Diederichsen wurde als Sohn des gleichnamigen Theaterwissenschaftlers und einer Lehrerin in Hamburg geboren, wo er zusammen mit seinem jüngeren Bruder Detlef aufwuchs. Er besuchte die Gelehrtenschule des Johanneums, an der er 1975 Abitur machte. An der Universität Hamburg studierte er Hispanistik, Neuere deutsche Literatur, Linguistik und Philosophie. Marxistisch vorgeprägt durch Hamburger K-Gruppen-Diskussionen, fand er sich Ende der 1970er Jahre im Umfeld der Musikszene wieder. Die Trennung von den marxistischen Kreisen erfolgte aufgrund ästhetischer und politischer Differenzen, die durch aktuelle subkulturelle Strömungen und Umbruchphänomene wie Punk, New Wave und Neue Deutsche Welle verstärkt wurden. Die akademische Promotion (über Luis Buñuel) brach Diedrich Diederichsen zugunsten einer journalistischen Karriere ab. Von 1979 bis 1983 arbeitete er als Redakteur bei der Musikzeitschrift Sounds. In Sounds vertrat er bis zur Auflösung der Zeitschrift eine dezidiert anti-rockistische Position. In der Hamburger Musikszene wirkte er bei experimentellen kurzlebigen Musikprojekten aus dem journalistischen und künstlerischen Umfeld mit (Nachdenkliche Wehrpflichtige, Flying Klassenfeind, LSDAP/AO).
Seit Mitte der 1980er Jahre lebte Diedrich Diederichsen in Köln. Dort war er von 1985 bis 1990 Chefredakteur (V. i. S. d. P.) der Musik- und Popkulturzeitschrift Spex. Nebenher arbeitete er auch als Berater und Texter für die aus der Düsseldorfer Werbeagentur GGK hervorgegangene Agentur KKG („Michael Schirner Werbe- und Projekt Agentur“). In Köln nahm er als aktives Mitglied der lokal ansässigen und international tätigen Kunstszene an Aktionen, Ausstellungen und Veranstaltungen in Form von Katalogbeiträgen, Vorträgen und Diskussionen teil. Zusammen mit der afro-amerikanischen Künstlerin Renée Green erarbeitete Diedrich Diederichsen einen dialogischen Austausch über die Rezeption afro-amerikanischer Kultur, den die Künstlerin in ihre Installationsarbeit Import/Export Funk Office einfließen ließ. Mit Gerd Gummersbach, Verlagsleiter bei Spex, legte Diedrich Diederichsen als „Dread Beat“-DJ-Team regelmäßig Dancehall-Reggae auf. Zu der Zeit war er mit der Künstlerin Jutta Koether zusammen. Mit der künstlerischen Entwicklung von Albert Oehlen, Werner Büttner und Martin Kippenberger ist Diedrich Diederichsen von Beginn an in freundschaftlicher Nähe verbunden.
Nach seinem Rückzug aus der Spex-Redaktion konzentrierte sich Diedrich Diederichsen auf seine Arbeit im kulturtheoretischen und akademischen Bereich. Seit 1992 arbeitete er als festangestellter Dozent an der Merz Akademie, Stuttgart; von 1998 bis 2006 war er dort Professor. Daneben übernahm er Lehraufträge bei verschiedenen anderen hochschulpädagogischen Institutionen. Diederichsen lehrte u. a. an der Städelschule, Frankfurt/M.; am Art Center College of Design, Pasadena in Kalifornien; an der Akademie der Bildenden Künste, München; an der Hochschule für Gestaltung, Offenbach; an der Universität Bremen; an der Bauhaus-Universität, Weimar; an der Justus-Liebig-Universität, Gießen; und an der Universität Wien.
Ende der 1990er Jahre verlegte Diedrich Diederichsen seinen Wohnsitz von Köln nach Berlin. Von 2002 bis 2005 war er Mitglied der Jury der Bundeskulturstiftung. Diedrich Diederichsen ist seit dem Ende der 1990er Jahre in verschiedenen Gremien beratend aktiv. Seit 1998 ist er Mitglied des Beirates von Texte zur Kunst. Von 2000 an wirkte er einige Jahre als Mitglied im „Klangrat“ des Fachs „Sound Studies“ an der UdK Berlin, ebenso im Beirat des „ZMI – Zentrum für Medien und Interaktivität“ an der Justus-Liebig-Universität Gießen. Im Beirat für das Berliner Kino Arsenal sitzt Diederichsen seit 2005 sowie seit 2008 im Beirat der Reihe „Sound Studies“ im transcript Verlag. Die NGBK (Neue Gesellschaft für Bildende Kunst in Berlin) vertrat er als Präsidiums-Mitglied von 2010 bis 2014. Seit 2011 ist er Mitglied im künstlerischen Beirat des Festivals Steirischer Herbst, Graz. 2014 wurde er neben Anke Engelke, Christoph Jacke und Jochen Hülder in den Beirat des von Hans Nieswandt geleiteten „Institut für Populäre Musik“ der Folkwang Universität der Künste am Standort Zeche Bochum berufen.
Von 2006 bis 2024 lehrte Diedrich Diederichsen als Professor für Theorie, Praxis und Vermittlung von Gegenwartskunst an der Akademie der bildenden Künste Wien. Als akademische Forschungsgebiete waren angegeben: Pop-Musik als Modell einer Gegenwartskultur; Die „dritte Kulturindustrie“: Netzkulturen und Entertainment-Architektur; Neo-Formalismus, Psychedelia; Martin Kippenberger und seine Zeit.
Bei der Berlinale 2021 wurde er in die internationale Jury der Sektion Encounters berufen.
Diedrich Diederichsen war mit der Kunsttheoretikerin und Philosophin Juliane Rebentisch verheiratet.
Mit der Künstlerin Raphaela Vogel hat er ein Kind.

## Wirken

### Sexbeat

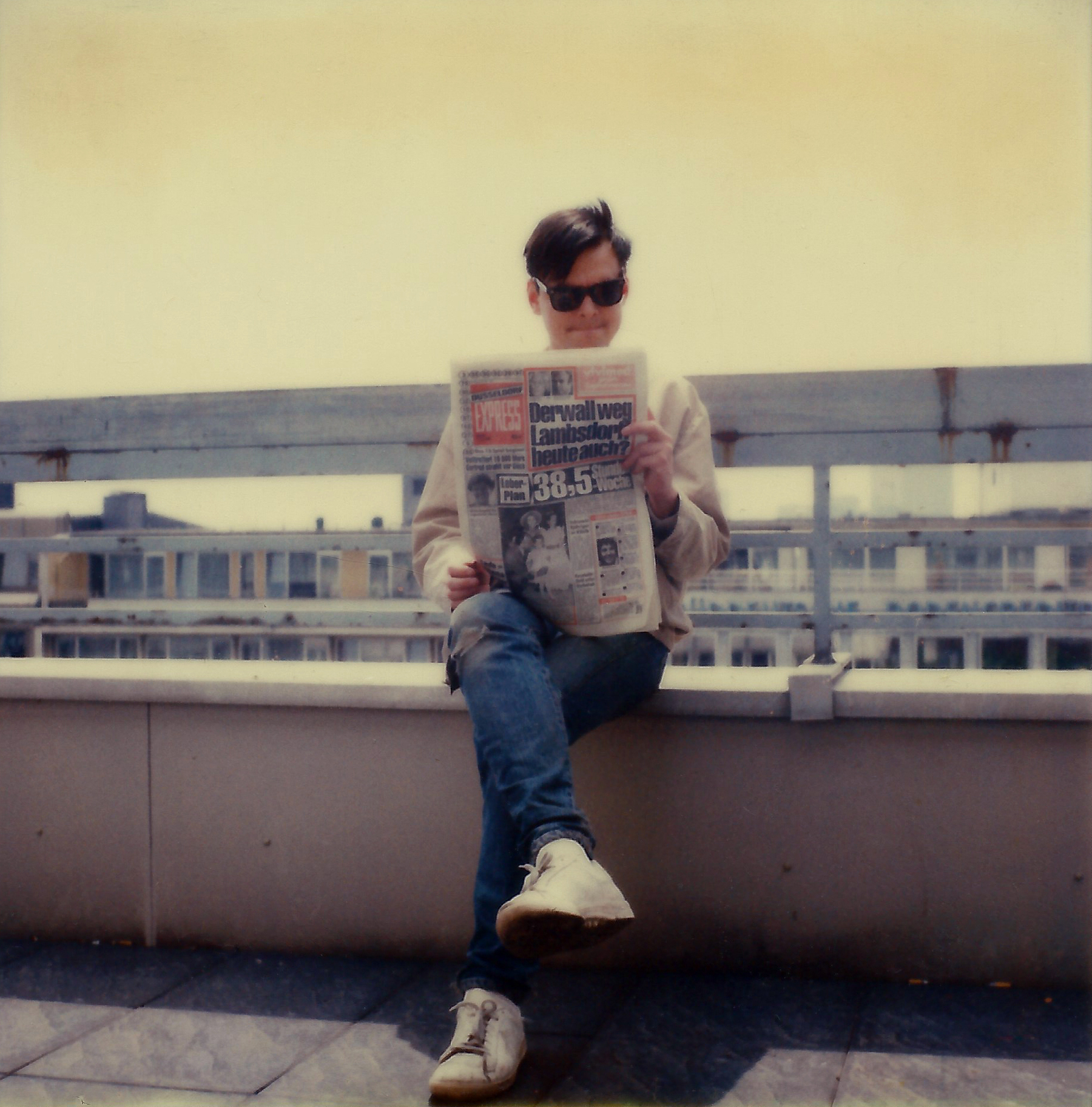
Diedrich Diederichsen (1984)

In seiner journalistischen und redaktionellen Arbeit bei Sounds verfolgte  Diedrich Diederichsen einen intellektuellen Ansatz, der Popmusik und poststrukturalistische Theorie verband. Er wurde bekannt für seine anti-rockistische sozialtypologische Charakterisierung von Erwartungen und Rezeptionsgewohnheiten in der Rock- und Popmusikkultur, was ihn zu einer umstrittenen Figur werden ließ. Neben und nach der Arbeit bei Sounds veröffentlichte Diederichsen einige Autoren-Artikel im Spiegel. Außerdem veröffentlichte er regelmäßig Texte im Stadtmagazin Szene Hamburg und in der Zeitschrift konkret.
Zeitgleich mit der Aufnahme seiner Arbeit als Chefredakteur der Spex etablierte sich Diedrich Diederichsen 1985 mit der Buch-Veröffentlichung Sexbeat bei Kiepenheuer & Witsch als Theoretiker und Essayist im Grenzbereich von Pop, Politik und Kunst. In seiner kritischen Besprechung des Buches im Spiegel titulierte Markus Peichl Diedrich Diederichsen als „Pop-Feuilletonist, linker Linkenhasser, bemühter Buchhalter der Subkultur, Szene-Papst von eigenen Gnaden“ sowie als „lebender Mythos der deutschen Subkultur“.
Das Buch Sexbeat ist in 73 kurze Abschnitte unterteilt, die mit prägnanten Überschriften versehen sind; dazu sind einige kleine Schnappschuss-Fotografien aus dem Bestand des Autors schwarz-weiß abgedruckt. In einem verschwörerischen Tonfall wird die Geschichte des „Mehr und Weiter“ erzählt, von dem sich die Subkultur (Bohemia) seit den frühen 1970er Jahren vorantreiben ließ. Mit Hilfe kultureller Zeitphänomene wie Nachtleben, Poststrukturalismus, LSD-Drogenkonsum, „Großfreunde“, Hipster und Hip-Intellektuelle, Klatsch und Bolshevique Chic wird die historische Sackgasse des „Mehr und Weiter“ dargestellt. Nachdem die lineare Steigerung von Intensitätserfahrungen – wie sie laut Diederichsens Zeitdiagnose das subkulturelle Leben bislang bestimmt hat – an ihr Ende gelangt ist, wird die subkulturelle Szene nunmehr von einer „Second-Order-Generation“ bestimmt. Ebenso wie den vorangegangenen subkulturellen Aktivisten geht es auch der Second-Order-Generation darum, sich nicht korrumpieren zu lassen, nicht „denen ihr Spiel zu spielen“. Aufgrund der veränderten historischen Situation werden allerdings nicht die expressiven, bewusstseinserweiternden und emanzipatorischen Bestrebungen der Vergangenheit fortgeführt. Stattdessen entwirft Diederichsen mit seinen Beschreibungen und Diagnosen eine Bohème-Szenerie aus Frauen, Künstlern, Beatniks und Intellektuellen, deren überbordende und aufgeladene kulturelle Produktion das herrschende System zum Einsturz bringen kann.
Sexbeat bringt mit seiner Kritik an Unmittelbarkeit, Innerlichkeit und linearem Fortschrittsglauben die verschiedenen euphorischen und affirmativen, aber auch kritischen und subjekttheoretischen Aspekte von Diederichsens Denken in den 1980er Jahren zum Ausdruck. Während der Gegenstand von Diederichsens Zeitschriften-Artikeln an einen aktuellen Anlass gebunden ist, behandeln die kurzen Textabschnitte in Sexbeat allgemeine gesellschaftliche Tendenzen und alltagskulturelle Zeitphänomene. Diederichsen schreibt in einem eigenständigen leichten und witzigen Stil, der mit individuellen Erlebnisschilderungen aus persönlicher Perspektive angereichert ist und allgemeine Meinungen und scharfsinnige Einschätzungen apodiktisch als historische und soziologische Fakten hinstellt. Die Referenzen sind vielfältig. Mit Sexbeat bezieht sich Diederichsen u. a. auf den New Journalism, auf angelsächsischen Popjournalismus (Greil Marcus, Glenn O’Brien, Nik Cohn, Tony Parsons, Simon Frith, Lester Bangs), aber auch auf Beatliteratur, auf den Strukturalismus Roland Barthes’scher Prägung und den postmodernen Zusammenbruch der großen Erzählungen im Zeitalter der Minderheiten à la Jean-François Lyotard, auf Situationismus und marxistische Analyse von Klassenkampf, Warenform, Produktionsverhältnissen und Ideologie. Die Buchveröffentlichung Sexbeat wurde verschiedenenorts als Generationsporträt und postmodernes Pamphlet gelesen.

### Popjournalismus
Seit Mitte der 1980er Jahre bis in die 1990er Jahre hinein setzte Diedrich Diederichsen als Autor, Redakteur und Herausgeber der Kölner Musik- und Kulturzeitschrift Spex den erweiterten Begriff von Popjournalismus fort, wie er ihn gegen Ende der Sounds-Jahre entwickelt hatte. In der Zeit bei Spex nahm Diederichsen seine kritische Position zum Rock allerdings immer mehr zurück und revidierte dabei auch seine affirmativ-apodiktisch geprägte Pophaltung.
Zum Einstieg bei der Spex verfasste Diederichsen Texte für die selbstgeschaffene Kolumne „Krieg und Frieden“, in der er in Folge aktuelle kulturelle Ereignisse und Tendenzen aus persönlicher Sicht kommentierte. Die Zeitschrift Spex (Untertitel: „Musik zur Zeit“) fungierte als zentrales Forum für Diskussionen des zeitgenössischen Lebens im subkulturellen Milieu. Die Zeitschrift wurde in den folgenden Jahren stark von Diederichsens Textbeiträgen und seiner redaktionellen Arbeit geprägt. Außergewöhnlich textlastig, ausführlich und fundiert wurden die kulturellen Bezüge, Affektionen und Positionen von zeitgenössischer Pop‑, Underground- und Independent-Musik zur Sprache gebracht. Der persönliche – teils identifikatorische, teils analytische – Bezug zur jeweils besprochenen Musik und den jeweiligen Musikern wurde nicht ausgeklammert, sondern in den untereinander verschränkten Kritiken und Berichten thematisiert. Die im Selbstverlag herausgegebene Zeitschrift Spex (deren Mit-Herausgeber Diederichsen bis 2000 blieb) wurde als publizistische Plattform genutzt, um Meinungsbildung und Diskurspolitik jenseits des Mainstreams, möglichst unabhängig von den Interessen der Musikindustrie zu betreiben. Der persönliche Bezug zur Leserschaft wurde in den direkten Antworten auf Leserbriefe und in den Editorials, Kolumnen und Rubriken hergestellt, wo zum Teil allgemeine Nachrichten der Unterhaltungsbranche aus stark subjektivistisch gefärbter Perspektive wiedergegeben wurden. Diedrich Diederichsen trug mit seiner Haltung bei der Spex erheblich dazu bei, dass die Zeitschrift mit ihren Punk-Fanzine-Bezügen eine Opposition aufbaute zu den seinerzeit erfolgreichen Zeitgeist/Lifestyle/Yuppie-Publikationen wie Tempo und Wiener.
Mit der großformatigen Buchveröffentlichung 1.500 Schallplatten (1979–1989) stellte Diedrich Diederichsen in Faksimile die zahlreichen Schallplattenkritiken zusammen, die er in den 1980er Jahren in den Zeitschriften Sounds, Spex und konkret veröffentlicht hatte. Die Plattenkritik wird als eigenständige Textform präsentiert. Nahezu jede einzeln nummerierte Plattenkritik ist in einem Anmerkungsteil kommentiert, historisch kontextualisiert und zum Teil auch neu bewertet worden. Die Sammlung von Plattenkritiken wird mit einem umfangreichen programmatischen Text eingeleitet: „Musik und Dissidenz in den 80er Jahren – Inhaltsverzeichnis einer Theorie“. In der Rockmusik aus dem Independent- und Underground-Bereich erkennt Diederichsen den Ausdruck gesellschaftlicher Widersprüche wie auch die Möglichkeit ihrer Transformation. Auch in Hip-Hop- und Trash-Musik werden Dissidenz und Unversöhnlichkeit als differenzierende Praktiken hervorgehoben, trotz kulturindustrieller Prägung von Stilmitteln und Formen. Der Aufsatz stellt die subkulturelle Musikproduktion und -konsumption in einen weltpolitischen Zusammenhang von Ausbeutung, Widerständigkeit und Genuss.

### Kulturtheorie

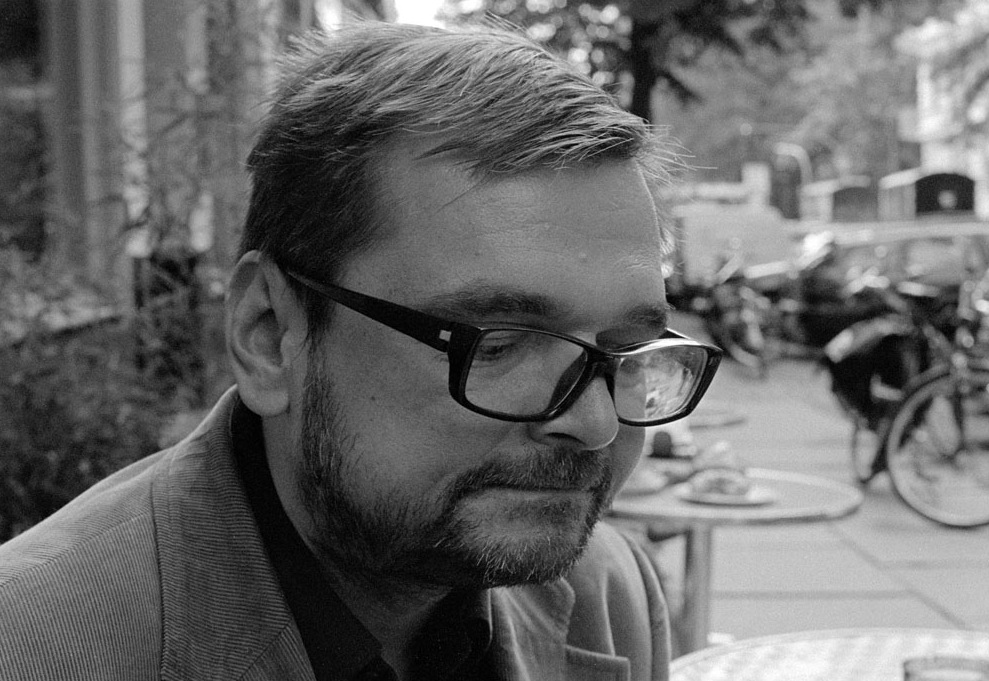
Diedrich Diederichsen (2005)

Den Beginn einer Serie von kulturtheoretischen Buchveröffentlichungen im Verlag Kiepenheuer & Witsch markiert die Aufsatzsammlung Freiheit macht arm von 1993. Freiheit macht arm und die daran anschließenden Bücher Politische Korrekturen (1996) und Der lange Weg nach Mitte (1999) wurden später auch als „90er-Jahre-Trilogie“ bezeichnet. Auf allen drei Veröffentlichungen ist der Namenszug des Autors und der Buchtitel typografisch ähnlich gestaltet. Durch die Farbgebung (Coverbild dunkles Schwarzweiß, Buchtitel in rot, Namenszug des Autors in gelb) wird eine deutsche Themengebung suggeriert. Alle Bücher haben stark politisch wirkende Schwarzweiß-Fotos als Coverbild: Freiheit macht arm zeigt ein Bild aus Larry Clarks Fotobuch Teenage Lust mit Jugendlichen, die nackt am Strand zusammenliegen; Politische Korrekturen zeigt ein verwischtes Foto von Beate Klarsfeld, wie sie Bundeskanzler Kurt Georg Kiesinger eine Ohrfeige verpasst; Der lange Weg nach Mitte zeigt einen dunklen Weg zwischen Maschendrahtzäunen, der durch die Baustelle des Potsdamer Platzes führt.
Unter dem Eindruck der Deutschen Wiedervereinigung behandeln die Texte explizit politische Themen und diskutieren aktuelle Argumentationen im linken Spektrum. Unter dem Titel „The Kids are not alright“ nimmt Diedrich Diederichsen „Abschied von der Jugendkultur“. Dass Insignien widerständiger, devianter Jugendkultur – wie Hip-Hop-Baseballkappen – bei den Tätern fremdenfeindlicher Anschläge auftauchen, liest Diederichsen als Indiz dafür, dass jugendkulturelle „Dissidenz“ nicht mehr immanent emanzipatorisch und links ausgerichtet ist. Zu einem großen Teil behandelt Diederichsen in seinen Texten (produktive) Missverständnisse, Black-Nationalism-Themen und Übersetzungsschwierigkeiten im Umgang mit amerikanischer Hip-Hop-Musik.
Diedrich Diederichsen setzte sich immer mehr mit den aus den USA kommenden subjekt- und identitätspolitischen Fragestellungen der Cultural Studies auseinander. In Politische Korrekturen plädiert er dafür, die Diskussion um „Political Correctness“ auch im deutschen Kulturraum zu führen – als Möglichkeit, die politische Dimension kultureller Symbolproduktion zu thematisieren. Vor dem Hintergrund des Hypes um Berlin-Mitte/Prenzlauer Berg als lebendigem Ort subkultureller Praxis thematisiert der letzte Titel der „90er-Jahre-Trilogie“, Der lange Weg nach Mitte, die Stadt als Ort von Situation und Atmosphäre sowie als Produktionsstätte von Selbstausbeutung im künstlerischen Milieu.
Ende der 1990er Jahre begann Diedrich Diederichsen, regelmäßig Texte in taz, Die Zeit und Süddeutsche Zeitung zu veröffentlichen. Außerdem schreibt er seitdem regelmäßig für Theater heute.
Anlässlich der Bundestagswahl 2005 erweckte eine Debatte um die politische Orientierung im hedonistischen Großstadtmilieu das Interesse des Feuilletons. Diedrich Diederichsens Schützling Ulf Poschardt hatte mehrere Artikel veröffentlicht, in denen er die Wahl der FDP als logische Konsequenz einer jung-dynamischen, fortschrittlichen, pop-hedonistischen Lebensweise empfohlen hatte. In der Süddeutschen Zeitung veröffentlichte Diedrich Diederichsen daraufhin einen Artikel, in dem er die Argumentation Poschardts als Symptomatik eines geschmäcklerischen, opportunistischen Bürgertums darstellte. Als eine Form von narzisstischem Konformismus hatte Diederichsen bereits vorher in seinem Text „Die License zur Nullposition“ eine gefällige Art von Popliteratur charakterisiert, wie sie beispielsweise von Benjamin von Stuckrad-Barre vertreten wird.

### Kunstkontext
Mit den Textsammlungen Musikzimmer (2005), Eigenblutdoping (2008) und Kritik des Auges (2008) veröffentlichte Diedrich Diederichsen Arbeiten, die sich stilistisch auf unterschiedliche Art und Weise mit den Beziehungen zwischen Individualität und Neoliberalismus im Kunstkontext beschäftigen. In Musikzimmer finden sich kurze Kolumnen aus dem Tagesspiegel, die in einem kontemplativen Stil Ereignisse, Beobachtungen und Analysen vortragen, deren Anknüpfungspunkte mehr im Bereich von Neuer Musik als in der Popmusik liegen und in denen Musik teilweise auch nur marginal eine Rolle spielt. Eigenblutdoping basiert auf einer Reihe von Vorträgen im Hamburger Kunstverein und thematisiert die prekären Lebens- und Arbeitsverhältnisse und aktuellen Strategien im soziokulturellen Umfeld der Künstlerszene sowie Funktionen und Projektionen in Bezug auf massenkulturell inszenierte Stars und Identifikationsfiguren. Der aus der Welt des Sports entliehene Begriff des Eigenblutdopings spielt auf die mittels Selbstmotivation und -vermarktung gesteigerte Form von Identifikation an, wie sie in der zeitgenössischen Kultur gefordert und praktiziert wird. Mit dem Untertitel „Texte zur Kunst“ versehen, präsentiert Kritik des Auges eine Auswahl von in anderen Zusammenhängen bereits erschienenen konzeptuellen Aufsätzen, in denen die Möglichkeit einer protopolitischen Funktion von Kunst anhand von psychedelischer Erfahrung, Dekontextualisierung in Minimal Art und subkultureller Sozialpraxis erörtert wird.
2009 kuratierte Diedrich Diederichsen die Ausstellung Schere – Stein – Papier im Kunsthaus Graz, die sich mit Popmusik als Gegenstand Bildender Kunst beschäftigte (u. a. mit Mike Kelley, Kim Gordon, Art & Language, Albert Oehlen und Saâdane Afif). Die Schere im Titel der Ausstellung verweist auf das Prinzip der Montage, der Stein steht für Schwere, Körperlichkeit und Rock, und das Papier stellt die Projektionsfläche in der Kunst dar.
Zusammen mit Anselm Franke kuratierte Diedrich Diederichsen 2013 die Ausstellung The Whole Earth – Kalifornien und das Verschwinden des Außen im Haus der Kulturen der Welt in Berlin. Die Ausstellung thematisierte den planetarischen Blick auf die Erde, wie er in den 1970er Jahren für die Ökologie-Bewegung mit dem Bild der Blue Marble zum Ausdruck kam. Der Whole Earth Catalog – auf dessen Titelblatt das Bild der Erdkugel emblematisch präsentiert wurde – diente als Schlüsselpublikation, um Bezüge herzustellen zwischen gegenkulturellen Sozialbewegungen der 1960er-Jahre in Kalifornien, Computer- und Netzwerk-Technologie, Kybernetik und Ökologie. Die gesellschaftspolitische Perspektive der Themenstellung reichte dabei bis zu „heute global wirksamen Konzepten des System- und Selbst-Managements im Netzwerkkapitalismus“. Die Ausstellung präsentierte Kunstwerke und kulturhistorische Materialien. Begleitend zur Ausstellung fand eine Konferenz statt.
Von 2017 bis 2019 arbeitete Diedrich Diederichsen am Projekt „Hubert Fichte: Love and Ethnology (Liebe und Ethnologie)“, das er wieder zusammen mit Anselm Franke kuratierte. Das Projekt war eine Zusammenarbeit des Goethe-Instituts mit dem Haus der Kulturen der Welt, unterstützt vom S. Fischer Verlag. Die Reise- und Forschungstätigkeit von Hubert Fichte und Leonore Mau bildete den Rahmen, um ihre ethnologischen, politischen und künstlerischen Positionen, Beschreibungen und Beobachtungen an verschiedenen internationalen Ausstellungsorten mit lokalen Künstlern zu diskutieren und zu bearbeiten. In Lissabon, Salvador da Bahia, Rio de Janeiro, Santiago de Chile, Dakar und New York wurden Künstler eingeladen, Beiträge ihrer Auseinandersetzung mit dem Werk von Hubert Fichte auszustellen. 2019 fand eine abschließende Veranstaltung und Ausstellung im Haus der Kulturen der Welt in Berlin statt, die alle Projektstationen präsentierte und zu der auch eine umfangreiche Katalogpublikation erschien.
Die Auseinandersetzung mit der Kybernetik setzte Diedrich Diederichsen mit der Ausstellungsreihe Cybernetics of the Poor fort.

### Qualitäts-TV-Serien
Nach einem Artikel über Ally McBeal wurde Diedrich Diederichsen um 2000 herum auf die Serie The Sopranos aufmerksam. Die Beschäftigung mit aktuellen amerikanischen TV-Serien begann damit langsam in der kritischen Arbeit von Diedrich Diederichsen an Bedeutung zuzunehmen. Auf einem Symposium an der Merz-Akademie (Remediate. Revolution der Audiovisionen. Eigenschaften und Produktionsweisen von ‚Quality-TV-Serien‘) hielt er einen Vortrag mit dem Titel „Lesen und Wiederlesen. In Filmen blättern“. Darin diskutiert er die literarischen Qualitäten der episch angelegten „Qualitäts-Serien“ am Beispiel von The Wire. Über die Serie 30 Rock – von und mit Tina Fey – veröffentlichte er einen begeisterten Artikel in der Zeit.
Als ein Ergebnis der Auseinandersetzung mit den Qualitäts-TV-Serien erschien 2012 The Sopranos in Buchform im diaphanes-Verlag. Ohne Spoiler liefert das „Booklet“ Hintergrund-Analysen zum Aufbau und zur Funktionsweise der Serie, womit der Einstieg in die Serienwelt erleichtert und das Verständnis erweitert werden soll. Die Ausführungen sind psychoanalytisch, strukturalistisch und soziologisch orientiert, werden aber ohne akademischen Duktus vorgetragen. Thematisch befasst sich Diedrich Diederichsen in The Sopranos mit dem Suchtfaktor der Serie und den identifikatorischen Spiegelungen und Brechungen, die der Zuschauer der Serie durchlebt. Die narrative Komplexität der Serie wird als ein Moment hervorgehoben, über das sich verschiedene Zuschauergruppen von den Stories und Charakteren der Serie angesprochen fühlen können. The Sopranos ist eine Analyse des Genres, in dem unterschiedliche erzählerische Geschwindigkeiten und ausgesuchte Topologien eine neue Qualität der Bewegtbild-Erzählung hervorbringen.

### Über Pop-Musik
Im Frühjahr 2014 veröffentlichte Diedrich Diederichsen bei Kiepenheuer & Witsch seine umfangreichste zusammenhängende Theorie-Schrift: Über Pop-Musik. Auf mehr als 450 großformatigen Buchseiten erläutert der Autor seine rezeptionsästhetische Auffassung von Pop-Musik. Pop-Musik wird als eine hybride, multimediale Kunstform beschrieben und als ein Geschäftsfeld dargestellt, dessen Entstehungszeitpunkt mit den ersten TV-Auftritten von Elvis Presley im Jahr 1956 zusammenfällt. Im Unterschied zum vorangegangenen Handel mit Partituren etablierte sich die Pop-Musik als Geschäftsmodell mit dem Handel von Tonaufnahmen. Der Schwerpunkt der Pop-Musik liegt damit nicht mehr im musikalischen Bereich (mit Hilfe von Noten reproduzierbare Merkmale wie Melodie, Harmonie und Rhythmus), sondern in technologisch reproduzierbaren Klangereignissen. Zusammen mit der medialen Zirkulation von Bildern setzt sich der Star als Produkt der Pop-Musik über die aktive Arbeit des Rezipienten zusammen. Die reproduzierbaren Klangaufnahmen werden durch den Rezipienten im privaten Raum aufgenommen und in Zusammenhang gebracht mit den zusätzlichen Informationen, die über getrennte Medienkanäle gesendet werden (Fernsehen, Zeitschriften, Album-Cover etc.). Nach dem von Theodor W. Adorno und Max Horkheimer diagnostizierten Medienverbund aus Kino und Rundfunk stellt sich die Pop-Musik mit der Verschiebung von der Melodie zum Klang zusammen mit dem Fernsehen als zweite Kulturindustrie dar.
Zur Beschreibung des Komplexes Pop-Musik nutzt Diedrich Diederichsen Begriffe aus der zeichentheoretischen Philosophie, der Psychoanalyse und der Kunsttheorie. Das kontingente Potential von pop-musikalischen Werken wird mit Hilfe des „Punctum“ aus Roland Barthes Fotografie-Theorie erläutert. Der Sound von Pop-Musik fungiert als Fetisch, Totem und als Logo. Durch die integrierende Funktion von Sound etablieren sich kulturelle Szenen, in denen sich das private Individuum wiederfindet. Die Integration erfolgt in der Pop-Musik über soziale Codes, Verabredungskulturen und Mode, wobei Diederichsen unter Rückgriff auf Craig Owens insbesondere die Pose hervorhebt.
Das Buch stellt mit der rezeptionsästhetischen Argumentation eine zusammenhängende Theorie vor. Gleichzeitig werden in Exkursen einzelne Momente der Pop-Musik ausführlich besprochen. Ein Abschnitt beschäftigt sich mit dem Wirken des Pop-Musikers Joe Meek. Ein anderer Abschnitt erläutert in Auseinandersetzung mit dem „Jazz-Subjekt“ von Theodor W. Adorno den Jazz als spezifische afroamerikanische Kulturform, deren Ambivalenz im Zusammenhang mit dem „Double Consciousness“ (W. E. B. Du Bois) gesehen wird.
Das Internet hat die unterschiedlichen Medienkanäle technologisch zusammengeführt, wodurch sich die körperliche synthetisierende Leistung des Rezipienten reduziert. Im 21. Jahrhundert folgt in der Pop-Musik nach dem heroischen Zeitalter das post-heroische.
Das Buch wurde für den Preis der Leipziger Buchmesse (Kategorie: Sachbuch/Essayistik) nominiert. Im Feuilleton gab es viele Besprechungen, deren Echo überwiegend positiv ausfiel.

### Körpertreffer
2015 wurde Diedrich Diederichsen eingeladen, die Frankfurter Adorno-Vorlesungen am Institut für Sozialforschung zu halten. 2017 erschienen diese Vorlesungen zusammengefasst unter dem Titel Körpertreffer. Zur Ästhetik der nachpopulären Künste im Suhrkamp-Verlag. In Auseinandersetzung mit dem Begriff der Kulturindustrie entwickelt Diederichsen eine Theorie der nachpopulären Künste. Durch die technologischen Möglichkeiten der Aufzeichnung und Wiedergabe von künstlerischen Performances sind seit den 1960er Jahren Index-Künste entstanden, die körperliche Effekte übertragen. Während die bürgerliche Kunst die individuelle Entwicklung als aufklärerische Bewegung beschreibt und die populären Künste die Einzelperson als Identifikationsfigur ins Zentrum stellen, werden in den nachpopulären Künsten die Aufzeichnungstechnologien für Präsenz-Effekte genutzt, die unkontrolliert und nicht beherrschbar sind. Bei der Erläuterung seiner Theorie bezieht sich Diederichsen auf eine Vielzahl von künstlerischen Praktiken (Andy Warhols Factory, Throbbing Gristle, La Monte Young, Slapstick, YouTube-Influencer, ASMR).

## Methode

### Verstreute Schriften und Diskursaktivität
Die zahlreichen Texte und Veröffentlichungen von Diedrich Diederichsen liegen verstreut vor. Diederichsen ist ein Vielschreiber und nutzt für die Veröffentlichung seiner Texte in erster Linie aktualitätsgebundene Zeitungen und Zeitschriften. Viele Veröffentlichungen finden sich auch nur in kleinauflagigen Ausstellungskatalogen oder anderen temporären ((Kunst-)Projekt-bezogenen) Publikationen. Teilweise sind die Texte später zusammengefasst in Buchform erschienen (wie beispielsweise die musikbezogenen Essays aus dem Tagesspiegel oder die Plattenkritiken in den Buchveröffentlichungen 1.500 Schallplatten bzw. 2.000 Schallplatten).
Die journalistischen Texte von Diedrich Diederichsen sind in verschiedenen Periodika veröffentlicht, u. a.: Sounds, Hamburg (1979–1983); Szene Hamburg, Hamburg (1980–1985); Spex, Köln (1983–1999; wieder 2011–2019); konkret, Hamburg (1983–1994); Der Spiegel, Hamburg (1982–1990); taz, Berlin (seit 1994); Die Beute, Frankfurt, Berlin, Amsterdam (1994–1998); Jungle World, Berlin (1998–2008); Die Zeit, Hamburg (seit 1998); Süddeutsche Zeitung, München (seit 1998); Frankfurter Allgemeine Zeitung, Frankfurt/M. (seit 1999); Tagesspiegel, Berlin (2000–2006); Theater heute, Berlin (seit 2000); Texte zur Kunst, Köln (seit 1990); Cargo, Berlin (seit 2009). Zahlreiche Texte sind ausschließlich in englischsprachigen Publikationen erschienen (Artscribe, London (1986–1990); Artforum, New York (seit 1988); Frieze, London (seit 1999)).
Diedrich Diederichsen vertritt eine undogmatische, aber bestimmte linke Position, wobei er nicht nur rezensierend einzelnen Kunstwerken gegenübertritt, sondern das Kunstsystem oder den Kunstbetrieb als Ganzes kritisiert. Themen und Thesen seiner Texte entwickelt er in aktiver Auseinandersetzung mit Gruppendiskussionen. Durch seine journalistische Arbeit, seine Hochschullehrtätigkeit und auch durch die Teilnahme an Vorträgen, öffentlichen Podiumsdiskussionen und Diskussionen in privaten Bezugsgruppen verändern sich Inhalt und Argumentationslinien der Texte. Einige Texte werden auf diese Weise zum Teil im Laufe der Zeit mehrfach umgeschrieben, so dass sich die Schwerpunkte, Argumente und Perspektiven je nach Publikationsort und -datum, Anlass, Adressatengruppe und Diskussionsstand unterscheiden können.
Aufgrund seiner Sensibilität für kulturelle Trends und gesellschaftliche Tendenzen werden die aktuellen Themen von Diedrich Diederichsen oftmals aufgegriffen und in publizistischen Zusammenhängen außerhalb ihres Entstehungsortes weiterverwendet.

### Kritik zwischen Analyse und Genuss
Mit seinen Schriften tritt Diedrich Diederichsen als Autor auf. Die Kritiken und Essays zeichnen sich durch ausgeprägten individuellen Geschmack und enzyklopädische Detailkenntnisse aus. Viele Künstler und Theoretiker werden als leitmotivische Referenz und als Bezugspunkt im Laufe seiner publizistischen Tätigkeit immer wieder angeführt (Bob Dylan, Theodor W. Adorno, Andy Warhol, Albert Ayler u. a.). Insbesondere die Einzelkritiken von Musiktonträgern und Kinofilmen sind selbstkritische Auseinandersetzungen mit dem eigenen Vergnügen, Genuss oder auch Missfallen des jeweiligen Werks. In seinen Texten kritisiert Diederichsen oftmals stereotype Muster in etablierten und geläufigen Vorstellungen, während seine Texte – teilweise in sehr langen Sätzen mit ausführlichen Präpositionalphrasen und analytischen Einschüben – Argumentationen abseits von Klischeebildung verfolgen. Auch scheinbare Nebensächlichkeiten der Kunstvermittlung können zum Hauptthema werden, sofern darüber entscheidende Erkenntnisse gewonnen und dargestellt werden können. Die individuelle Rezeption findet in einem sozial-geschichtlichen Kontext statt, der autobiografische Bezüge mit einschließt und sozialpsychologische Zuschreibungen berücksichtigt. Die auch psychoanalytisch geprägte Beschreibung und Bewertung von Kunstwerk und Kulturprodukt wird aus dem Strukturzusammenhang des Gegenstandes und seines Produktionskontextes gezogen, um in einer präzisen, intellektualistischen Sprache mit umfangreichem Wortschatz, begrifflicher Komplexität und streckenweise auf hohem Abstraktionsniveau dargelegt zu werden.
Unabhängig von Hochkultur-/Massenkultur-Gegensätzen kann Diederichsen verschiedenen Kulturerscheinungen seine Aufmerksamkeit gleichermaßen intensiv zuwenden. Zur Beschreibung von Begehren, Projektionen und Haltungen benutzt er in seinen oftmals auch programmatisch aufgestellten Texten anspruchsvolle Vokabeln aus dem akademischen und wissenschaftlichen Bereich gleichwertig neben solchen aus Slang, Jargon und Massenkultur. Das „Pop“-Attribut des „Pop-Theoretikers“ verdankt sich der stilistischen und thematischen Durchmischung von Trivial- und Avantgarde-Kultur. Auch die hingebungsvolle Begeisterung für den Gegenstand der Kritik trägt zum „Pop“-Moment bei. Diederichsen nutzt teilweise auch Techniken der Jazz-Improvisation, wenn er ein Thema assoziativ mit unterschiedlichen Stilmitteln aus verschiedenen Perspektiven variiert.
Die Texte und Thesen von Diedrich Diederichsen werden kontrovers aufgenommen, sie wirken polarisierend und treffen auch auf Ablehnung. Als Kritikpunkte werden dabei u. a. vorgebracht: die elaborierte Sprache ist dem trivialen bzw. leichtgewichtigen Gegenstand unangemessen; Pop-Theorie ist mittlerweile eine etablierte Disziplin, deren Institutionalisierung mittels subkultureller Referenz kaschiert und nostalgisch verklärt wird; Kritik von Unmittelbarkeit missachtet den emotionalen Bezug und den Genuss, um als Distinktionsgewinn zu dienen und Ausgrenzung zu fördern; Argumentation und Textform erfüllen nicht die Regeln akademischer Wissenschaftlichkeit.
Als bemerkenswertes Fehlurteil Diederichsens wird der völlige Verriss des ansonsten von der Kritik hochgelobten U2-Albums The Joshua Tree wahrgenommen.

## Trivia
- Diedrich Diederichsen schloss das Abitur am Hamburger Johanneum-Gymnasium mit einem Notendurchschnitt von 2,2 ab.[38]
- Die Figur Neger Negersen in der Erzählung „Subito“ (1983) von Rainald Goetz ist eine Anspielung auf Diedrich Diederichsen.
- Für die Nachfolgepublikation von Sounds, Musikexpress/Sounds, schrieb Diedrich Diederichsen unter Pseudonym (als Stefan Svoboda).
- Die Musikgruppe Saalschutz brachte 2003 ein ironisches Stück namens „Diedrich Diederichsen“ heraus. Textauszug: „Diedrich Diederichsen, wir lieben dich, / aber deine Bücher verstehen wir nicht. / Sie sind so introvertiert und originell. / Wir kaufen sie und stellen sie ins Büchergestell.“[39]
- Der in dem Film Verschwende Deine Jugend von Christian Ulmen gespielte Musikjournalist sollte ursprünglich Diedrich Diederichsen darstellen. „Ich habe ihn aber bis zur Unkenntlichkeit verfremdet. Ich weiß nicht mehr, ob das Absicht war“, erklärte Christian Ulmen später in der Netzeitung vom 7. Juni 2006.[40]
- Im Mai 2005 sang Diedrich Diederichsen in der Volksbühne Berlin zusammen mit dem Rias-Jugendorchester „At Last I Am Free“.[41][42]
- Das Tape „Diedrich Diedrichsen wird getötet werden“ von Georgie D., erschienen 1982 auf Datenverarbeitung DATA 0013, enthielt u. a. den gleichnamigen Track.
- Walter Elf veröffentlichte 1987 auf ihrer LP „heut oder nie“ (We Bite, Nummer 015) den Song „Provinz“. Darin heißt es u. a.: „Den Diederichsen versteht man nicht“ und „Spex sieht aus wie das Goldene Blatt“.
- Er ist Gründungsmitglied des PEN Berlin.[43]
- Die Musikgruppe Rotte veröffentlichte 2022 das Stück Deichtorhallen, in dem Diedrichsen im Text vorkommt: „Diedrich Diedrichsen im Cordanzug mit weißen Sneakern, ein Astra trinkend und rauchend, weil ja im Museum Rauchverbot ist. Was für ein subversiver Akt.“[44]

## Buch-Veröffentlichungen

### Veröffentlichungen als Autor
- Sexbeat. 1972 bis heute. Köln: Kiepenheuer & Witsch, 1985. 183 S. ISBN 3-462-03173-2
2002 erschien eine Neuausgabe mit neuem Vorwort bei Kiepenheuer & Witsch. 224 S. ISBN 3-462-03173-2
- Elektra – Schriften zur Kunst. Hamburg: Meterverlag, 1986. 192 S.
- Herr Dietrichsen. Roman. Köln: Kiepenheuer & Witsch, 1987. 201 S. ISBN 3-462-01874-4
- Popocatepetl. 10 Jahre Schallplatten. Madrid: Galeria Juana de Aizpuru / Graz: Forum Stadtpark, 1989. 240 S. Deutsch/Spanisch
- 1.500 Schallplatten. 1979–1989. Köln: Kiepenheuer & Witsch, 1989. 247 S. ISBN 3-462-02005-6
Erschien 2000 aktualisiert als: 2.000 Schallplatten. 1979–1999. Höfen: Hannibal Verlag, 2000. 447 S. ISBN 3-85445-175-X
- Freiheit macht arm. Das Leben nach Rock’n’Roll 1990–93. Köln: Kiepenheuer & Witsch, 1993, 288 S. ISBN 3-462-02307-1
- Politische Korrekturen. Köln: Kiepenheuer & Witsch, 1996. 192 S. ISBN 3-462-02551-1
- Der lange Weg nach Mitte – Der Sound und die Stadt. Köln: Kiepenheuer & Witsch, 1999. 310 S. ISBN 3-462-02816-2
- Personas en loop. Ensayos sobre cultura pop Buenos Aires: Interzona 2005. 208 S. ISBN 978-987-1180-14-1 (Neuausgabe 2011: 168 S. ISBN 978-987-1180-67-7)
- Musikzimmer. Avantgarde und Alltag. Köln: Kiepenheuer & Witsch, 2005. 240 S. ISBN 3-462-03644-0
- Argument Son. De Britney Spears à Helmut Lachenmann: critique électro-acoustique de la société. Dijon: Les Presses du Réel, 2007. 252 S. ISBN 978-2-84066-140-5
- Eigenblutdoping. Selbstverwertung, Künstlerromantik, Partizipation. Köln: Kiepenheuer & Witsch, 2008. 278 S. ISBN 978-3-462-03997-9
- Kritik des Auges. Texte zur Kunst. Hamburg: Philo Fine Arts, 2008. 312 S. ISBN 978-3-86572-648-3
- On (Surplus) Value in Art. Mehrwert und Kunst. Meerwarde En Kunst. (Reflections 01). Rotterdam: Witte de With Publishers; Berlin, New York: Sternberg Press, 2008. 128 S. Englisch/Deutsch/Niederländisch. ISBN 978-1-933128-50-4
- Psicodelia y ready-made. Buenos Aires: Adriana Hidalgo editora, 2010. 219 S. ISBN 978-987-1556-48-9
- The Sopranos. Zürich: Diaphanes, 2012. 112 S. ISBN 978-3-03734-211-4
- Über Pop-Musik. Köln: Kiepenheuer & Witsch, 2014. 474 S. ISBN 978-3-462-04532-1
- Körpertreffer. Zur Ästhetik der nachpopulären Künste. Frankfurter Adorno-Vorlesungen 2015. Berlin: Suhrkamp, 2017. 147 S. ISBN 978-3-518-58693-8
- Das 21. Jahrhundert. Essays. Köln: Kiepenheuer & Witsch, 2024. 1.136 S. ISBN 978-3-462-00646-9

### Veröffentlichungen als Herausgeber
- Staccato. Musik und Leben. Kübler Verlag Michael Akselrad, Heidelberg 1982. 211 S. ISBN 3-921265-29-0
- Yo! Hermeneutics! Schwarze Kulturkritik. Pop, Medien, Feminismus. Edition ID-Archiv, Berlin/Amsterdam 1993, 235 S. ISBN 3-89408-030-2
- Loving The Alien. Science Fiction, Diaspora, Multikultur. ID-Verlag, Berlin 1998. 217 S. ISBN 3-89408-076-0
- Golden Years. Materialien und Positionen zu queerer Subkultur und Avantgarde zwischen 1959 und 1974. [zusammen mit Christine Frisinghelli, Christoph Gurk, Matthias Haase, Juliane Rebentisch, Martin Saar, Ruth Sonderegger] Graz: Edition Camera Austria, 2006. 384 S. ISBN 3-900508-46-1
- Lautsprecherei – Re: Art – Sound – Design. [zusammen mit Hartmut Albrecht, Rosina Huth] Stuttgart: Merz & Solitude, 2007. 128 S. Mit DVD-ROM. ISBN 978-3-937982-18-2
- Martin Kippenberger: Wie es wirklich war – am Beispiel. Lyrik und Prosa. Hrsg. und mit einem Nachwort versehen von Diedrich Diederichsen. Suhrkamp, Frankfurt/M. 2007. 359 S. ISBN 3-518-12486-2
- Schere – Stein – Papier. Pop-Musik als Gegenstand Bildender Kunst. [zusammen mit Peter Pakesch] Graz: Kunsthaus Graz / Köln: Verlag der Buchhandlung Walther König, 2009. 140 S. ISBN 3-86560-657-1
- Utopia of Sound. Immediacy and Non-Simultaneity. [zusammen mit Constanze Ruhm] Publications of the University of Fine Arts Vienna, Vol. 10. Schlebrügge Editor, Wien 2010. 264 S. ISBN 978-3-85160-173-2
- The Whole Earth. California and the Disappearance of the Outside / The Whole Earth. Kalifornien und das Verschwinden des Außen. [zusammen mit Anselm Franke] Berlin/New York: Sternberg Press/Haus der Kulturen der Welt, 2013. 208 S. ISBN 978-3-943365-64-1 (englisch), ISBN 978-3-943365-76-4 (deutsch)
- Love and Ethnology. The Colonial Dialectic of Sensitivity (after Hubert Fichte) / Liebe und Ethnologie. Die koloniale Dialektik der Empfindlichkeit (nach Hubert Fichte). [zusammen mit Anselm Franke] Berlin/New York: Sternberg Press/Haus der Kulturen der Welt, 2019. 220 S. ISBN 978-3-95679-503-9 (englisch), ISBN 978-3-95679-504-6 (deutsch)